# Nati nel 1912/Gennaio
| Questa pagina contiene informazioni ricavate automaticamente dalle voci biografiche con l'ausilio del template Bio e di un bot. L'aggiornamento è periodico e automatico e ricostruisce completamente la pagina. Se manca una persona in questa lista, sei pregato di non aggiungerla, ma accertati piuttosto che la sua voce biografica contenga il template Bio e che i dati anagrafici siano correttamente compilati. Se il template Bio manca, inseriscilo tu stesso o, in alternativa, metti l'avviso {{tmp\|Bio}} che ne segnala la mancanza. Se i dati riportati sono sbagliati, correggi direttamente la voce biografica; le modifiche saranno visibili in questa lista entro pochi giorni. Per chiarimenti vedi il progetto biografie. La lista contiene solo le 155 persone che sono citate nell'enciclopedia e per le quali è stato implementato correttamente il template Bio. Pagina aggiornata al 10 ago 2025. |

- 1º gennaio - Vittorio Belmondo, pilota automobilistico italiano († 1962)
- 1º gennaio - Francesco Caprile, marinaio italiano († 1943)
- 1º gennaio - Maxine Doyle, attrice e cantante statunitense († 1973)
- 1º gennaio - Pietro Fosson, politico italiano († 1993)
- 1º gennaio - Carlo Gambacurta, ciclista su strada italiano († 2001)
- 1º gennaio - Toshia Mori, attrice giapponese († 1995)
- 1º gennaio - Domenico Napoletano, politico italiano († 1981)
- 1º gennaio - Kim Philby, agente segreto e militare britannico († 1988)
- 1º gennaio - Piero Pierotti, regista e sceneggiatore italiano († 1970)
- 1º gennaio - Matrika Prasad Koirala, politico nepalese († 1997)
- 1º gennaio - Nicolò Rode, velista italiano († 1998)
- 1º gennaio - Gabriele Semeraro, politico italiano († 1994)
- 1º gennaio - Alfrēds Verners, calciatore e hockeista su ghiaccio lettone († 1973)
- 1º gennaio - Salah al-Din al-Bitar, politico siriano († 1980)
- 2 gennaio - Giuseppe Maria Blasco Juan, religioso spagnolo († 1936)
- 2 gennaio - Giulio Einaudi, editore italiano († 1999)
- 2 gennaio - Antonio Pellicanò, politico italiano († 1997)
- 2 gennaio - Hisakichi Toyoda, nuotatore giapponese († 1976)
- 2 gennaio - Henri Vincenot, pittore, scrittore e scultore francese († 1985)
- 3 gennaio - Tibor Berczelly, schermidore ungherese († 1990)
- 3 gennaio - Pierino Bonfanti, calciatore italiano
- 3 gennaio - Federico Borrell García, anarchico spagnolo († 1936)
- 3 gennaio - Robert Flemyng, attore britannico († 1995)
- 3 gennaio - Edward S. Kennedy, storico della scienza statunitense († 2009)
- 3 gennaio - Ismail Rafaat, calciatore egiziano († 2004)
- 3 gennaio - John R. Ragazzini, ingegnere statunitense († 1988)
- 4 gennaio - Gianfranco Contini, critico letterario, filologo e partigiano italiano († 1990)
- 4 gennaio - Marta Hoepffner, fotografa tedesca († 2000)
- 4 gennaio - Giovanni Mantese, presbitero e storico italiano († 1992)
- 4 gennaio - Giulio Onesti, dirigente sportivo e avvocato italiano († 1981)
- 5 gennaio - Rodolfo Amprino, medico italiano († 2007)
- 6 gennaio - Arturo Boniforti, calciatore italiano († 1943)
- 6 gennaio - Jacques Ellul, sociologo e teologo francese († 1994)
- 6 gennaio - Janine Solane, ballerina e coreografa francese († 2006)
- 6 gennaio - Danny Thomas, attore, produttore televisivo e regista statunitense († 1991)
- 6 gennaio - António Vieira, calciatore portoghese
- 6 gennaio - José Pedro Galvão de Sousa, filosofo e giurista brasiliano († 1992)
- 7 gennaio - Charles Addams, fumettista statunitense († 1988)
- 7 gennaio - Giorgio Caproni, poeta, critico letterario e traduttore italiano († 1990)
- 7 gennaio - Erik Holm, pallanuotista svedese († 1999)
- 7 gennaio - Ivan Ignat'evič Jakubovskij, generale e politico sovietico († 1976)
- 7 gennaio - Pietro Pistolese, avvocato e politico italiano († 1987)
- 7 gennaio - Duilio Setti, calciatore italiano († 1972)
- 7 gennaio - Jolanda Verdirosi, attrice italiana († 1997)
- 7 gennaio - Günter Wand, direttore d'orchestra e compositore tedesco († 2002)
- 8 gennaio - Paolo Biscaretti di Ruffia, costituzionalista italiano († 1996)
- 8 gennaio - Heinz Dörmer, tedesco († 1998)
- 8 gennaio - Walter Fantini, ciclista su strada italiano († 1997)
- 8 gennaio - José Ferrer, attore e regista portoricano († 1992)
- 8 gennaio - Susumu Fujita, attore giapponese († 1991)
- 8 gennaio - Joseph N. Gallo, mafioso statunitense († 1995)
- 8 gennaio - Tadashi Imai, regista giapponese († 1991)
- 8 gennaio - Vincenzo Nestler, scacchista italiano († 1988)
- 8 gennaio - Kamal Riad Nosseir, cestista egiziano
- 9 gennaio - Artur Dyson, calciatore portoghese († 1985)
- 9 gennaio - Alfonso Loreto, pittore italiano († 2003)
- 9 gennaio - Antonio Miotto, saggista e psicologo italiano († 1997)
- 9 gennaio - Mario Montefusco, militare e aviatore italiano († 1941)
- 9 gennaio - Frederick Riley, calciatore inglese († 1942)
- 9 gennaio - Edoardo Ripoll Diego, religioso spagnolo († 1936)
- 9 gennaio - Yasutarō Sakagami, politico e pallanuotista giapponese († 1984)
- 9 gennaio - Elias Zoghbi, arcivescovo cattolico e scrittore egiziano († 2008)
- 10 gennaio - Jessie Lichauco, filantropa statunitense († 2021)
- 10 gennaio - Auguste Garrebeek, ciclista su strada belga († 1973)
- 10 gennaio - Della H. Raney, infermiera statunitense († 1987)
- 10 gennaio - Maria Mandl, militare e criminale di guerra austriaca († 1948)
- 10 gennaio - Heinrich Schmidt, calciatore tedesco († 1988)
- 10 gennaio - Stevan Tommei, calciatore italiano († 1978)
- 11 gennaio - Vincent Barbi, attore italiano († 1998)
- 11 gennaio - Nick Cravat, attore e stuntman statunitense († 1994)
- 11 gennaio - Giuliano Dell'Antonio, militare e partigiano italiano († 2006)
- 12 gennaio - Sara Berner, attrice e doppiatrice statunitense († 1969)
- 12 gennaio - Ruth Goetz, drammaturga e sceneggiatrice statunitense († 2001)
- 12 gennaio - Dinmuchamed Kunaev, politico sovietico († 1993)
- 12 gennaio - Ferruccio Tempesti, militare italiano († 1943)
- 12 gennaio - Trummy Young, trombonista e compositore statunitense († 1984)
- 13 gennaio - Alfredo Barbini, vetraio italiano († 2007)
- 13 gennaio - Paul Birch, attore statunitense († 1969)
- 13 gennaio - Nicola Musmeci, pilota automobilistico italiano († 1993)
- 14 gennaio - Rudolf Hagelstange, poeta tedesco († 1984)
- 14 gennaio - Tillie Olsen, scrittrice statunitense († 2007)
- 14 gennaio - Umberto Santillo, calciatore italiano
- 14 gennaio - Federico Wilde, calciatore argentino
- 15 gennaio - Aleksejs Anufrijevs, cestista lettone († 1945)
- 15 gennaio - Michel Debré, partigiano e politico francese († 1996)
- 15 gennaio - David Mil'man, matematico israeliano († 1982)
- 15 gennaio - Sam Shaw, fotografo statunitense († 1999)
- 16 gennaio - Nigel Dennis, scrittore britannico († 1989)
- 16 gennaio - Willy Kaiser, pugile tedesco († 1986)
- 16 gennaio - Niño Ramírez, lunghista, ostacolista e cestista filippino
- 16 gennaio - Croce Zimbone, scrittore italiano († 1998)
- 17 gennaio - Friedrich Donnenfeld, calciatore e allenatore di calcio austriaco († 1976)
- 18 gennaio - Alberto Araldi, carabiniere e partigiano italiano († 1945)
- 18 gennaio - Daniel T. McCarty, politico statunitense († 1953)
- 18 gennaio - David Rousset, scrittore e saggista francese († 1997)
- 19 gennaio - Jolanda Bacchelli, giavellottista, discobola e pesista italiana
- 19 gennaio - Margot Bennett, scrittrice e sceneggiatrice britannica († 1980)
- 19 gennaio - Leonid Vital'evič Kantorovič, matematico e economista sovietico († 1986)
- 19 gennaio - Roberto Murolo, cantautore, chitarrista e attore italiano († 2003)
- 19 gennaio - Mario Nigro, giurista italiano († 1989)
- 19 gennaio - Armand Robin, scrittore, traduttore e critico letterario francese († 1961)
- 19 gennaio - Heinz Röthke, agente segreto e criminale di guerra tedesco († 1966)
- 19 gennaio - Jaroslav Stec'ko, politico ucraino († 1986)
- 21 gennaio - Konrad Emil Bloch, biochimico tedesco († 2000)
- 21 gennaio - Anton Dorfmeister, politico austriaco († 1945)
- 21 gennaio - Angelo Gibertoni, calciatore italiano († 1999)
- 22 gennaio - Francisco Cabañas, pugile messicano († 2002)
- 22 gennaio - Antonio Caponigro, mafioso statunitense († 1980)
- 22 gennaio - Charlie Cros, calciatore francese
- 22 gennaio - Giuseppe Molinari, politico italiano († 1990)
- 23 gennaio - Georgia Coleman, tuffatrice statunitense († 1940)
- 23 gennaio - Ildefonso Sañudo, calciatore spagnolo († 1980)
- 23 gennaio - Aldo Spoldi, pugile italiano († 1997)
- 23 gennaio - Joseph Van Ingelgem, calciatore belga († 1989)
- 24 gennaio - Nils Aall Barricelli, matematico italiano († 1993)
- 24 gennaio - Ferruccio Battisti, militare italiano († 1941)
- 24 gennaio - Marco Lorini, calciatore italiano († 2005)
- 24 gennaio - Franz Murer, militare austriaco († 1994)
- 25 gennaio - Mario Bonomo, saltatore con gli sci italiano († 1983)
- 25 gennaio - Edmond Leclère, cestista francese († 1986)
- 25 gennaio - Annibale Pelaschiar, velista italiano († 1994)
- 25 gennaio - Ernst Poertgen, calciatore tedesco († 1986)
- 25 gennaio - Emanuele Romano, vescovo cattolico italiano († 1998)
- 25 gennaio - Leo Spaventa Filippi, pittore italiano († 1999)
- 25 gennaio - Norbert Van Caeneghem, calciatore francese († 1962)
- 27 gennaio - Marc Daniels, regista televisivo statunitense († 1989)
- 27 gennaio - Arne Næss, filosofo e alpinista norvegese († 2009)
- 27 gennaio - Giantristano Papale, architetto e docente italiano († 1996)
- 27 gennaio - Francis Rogallo, ingegnere e inventore statunitense († 2009)
- 27 gennaio - František Šterc, calciatore cecoslovacco († 1978)
- 27 gennaio - Luigi Stivanello, calciatore italiano
- 28 gennaio - Teresio Chiodi, calciatore italiano († 1971)
- 28 gennaio - Olof Gigon, filologo classico e grecista svizzero († 1998)
- 28 gennaio - Aleksej Konsovskij, attore sovietico († 1991)
- 28 gennaio - Jackson Pollock, pittore statunitense († 1956)
- 28 gennaio - Leone Sbrana, scrittore e politico italiano († 1975)
- 28 gennaio - Josef Sedláček, calciatore cecoslovacco († 1985)
- 28 gennaio - Paula Stone, attrice statunitense († 1997)
- 29 gennaio - Martha Griffiths, politica, avvocato e magistrato statunitense († 2003)
- 29 gennaio - Jozef Kostka, scultore slovacco († 1996)
- 29 gennaio - Karl Schlösser, calciatore tedesco († 1982)
- 29 gennaio - František Švantner, scrittore slovacco († 1950)
- 30 gennaio - Natale Erbinovi, calciatore italiano
- 30 gennaio - Herivelto Martins, compositore, musicista e cantante brasiliano († 1992)
- 30 gennaio - Horst Matthai Quelle, filosofo tedesco († 1999)
- 30 gennaio - Vasilij Sokolov, allenatore di calcio e calciatore sovietico († 1981)
- 30 gennaio - Barbara Tuchman, scrittrice, giornalista e storica statunitense († 1989)
- 30 gennaio - Jadwiga Wajs, discobola polacca († 1990)
- 30 gennaio - Eileen Wearne, velocista australiana († 2007)
- 30 gennaio - Holman Williams, pugile statunitense († 1967)
- 31 gennaio - Garibaldo Benifei, partigiano, politico e antifascista italiano († 2015)
- 31 gennaio - Maria Adelaide di Braganza, principessa portoghese († 2012)
- 31 gennaio - Enrico Camici, fantino italiano († 1991)
- 31 gennaio - Emil Göing, cestista tedesco († 1994)
- 31 gennaio - Camilo Ponce Enríquez, politico ecuadoriano († 1976)